# HMS Fitzroy (K553)
«Фіцрой» (K553) (англ. HMS Fitzroy (K553) — військовий корабель, фрегат типу «Кептен» Королівського військово-морського флоту Великої Британії за часів Другої світової війни.
Фрегат «Фіцрой» був закладений 24 серпня 1943 року на верфі компанії Bethlehem Hingham Shipyard у Гінгемі, в штаті Массачусетс, як ескортний міноносець американських ВМС типу «Баклі» під номером DE-88. 1 вересня 1943 року він був спущений на воду, а 16 жовтня 1943 року відразу увійшов до складу Королівських ВМС Великої Британії.
Корабель брав участь у бойових діях на морі в Другій світовій війні, бився в Атлантиці, в Арктиці, супроводжував конвої.

## Історія служби
Наприкінці березня 1944 року «Фіцрой» супроводжував конвой JW 58 з 47 транспортних та вантажних суден до берегів Радянського Союзу.
27 березня 1944 року «Фіцрой» разом з британськими фрегатами «Байрон» та «Редмілл» у Гебридському морі потопили глибинними бомбами U-722.
8 квітня 1945 року фрегат у взаємодії з «Байрон» потопив німецький підводний човен U-1001 південно-західніше Лендс-Енда, Англія.
Після війни повернутий до США, де був розібраний на брухт.